# Leopoldo Buteler
Leopoldo Buteler (Los Molinos, Córdoba, 22 de abril de 1882 - Sampacho, 22 de julio de 1961) fue un sacerdote católico argentino, primer obispo de la diócesis de Río Cuarto.
Cursó estudios eclesiásticos en el Seminario de Córdoba, ordenándose presbítero el 17 de junio de 1905. Pronto otros dos hermanos, José Felipe y Alfonso María Buteler se ordenarían también sacerdotes; el primero fue cura párroco de Alta Gracia y el segundo llegaría a ser arzobispo de Mendoza. En 1908 fue nombrado cura párroco de Marcos Juárez.
A su llegada observó preocupado la gran influencia que tenía la masonería en esa ciudad, y se dedicó a la fundación de dos escuelas católicas, una para varones y otra para niñas.
En 1931 fue trasladado como rector al Seminario de Loreto, en la capital cordobesa; sólo tres meses más tarde, fue nombrado obispo titular de Tino y obispo auxiliar de la Arquidiócesis de Córdoba, siendo ordenado por monseñor Miguel de Andrea. Su principal misión era visitar las parroquias de la arquidiócesis.
En consonancia con la realización del Congreso Eucarístico Internacional de 1934 en la Argentina, el papa Pío XI creó varias diócesis y arquidiócesis en la Argentina. Por bula del 20 de abril de 1934 se creó la Diócesis de Río Cuarto. Una segunda bula, del 13 de septiembre de 1934, nombró a Leopoldo Buteler obispo de Río Cuarto, aunque esta solo obtuvo el exequatur del gobierno nacional a principios del año siguiente. Se hizo cargo de su diócesis el 21 de marzo de 1935.
Dado que la de Río Cuarto era una diócesis nueva, las primeras preocupaciones del obispo estuvieron centradas en la organización de la misma, la construcción de un palacio episcopal. La situación no era demasiado halagüeña, ya que solamente existían en la misma quince parroquias para 260.000 habitantes, y no todas tenían un cura párroco. Durante su gestión, Buteler duplicó la cantidad de parroquias y levantó varios templos. El 4 de abril de 1943 pudo fundar y bendecir el edificio del Seminario Diocesano de Río Cuarto.
Falleció en la casa parroquial de la localidad de Sampacho, no lejos de Río Cuarto, en julio de 1961. Fue sucedido en el cargo por monseñor Moisés Blanchoud.